# خضري
البَقَّالُ أو الخُضَريّ أو الفاكهانيّ أو الخَضَّار أو بائع الخضار والفواكه شخصٌ يمتلك أو يدير متجراً يبيع فيه الفاكهة والخضروات أساسًا.

## الصور

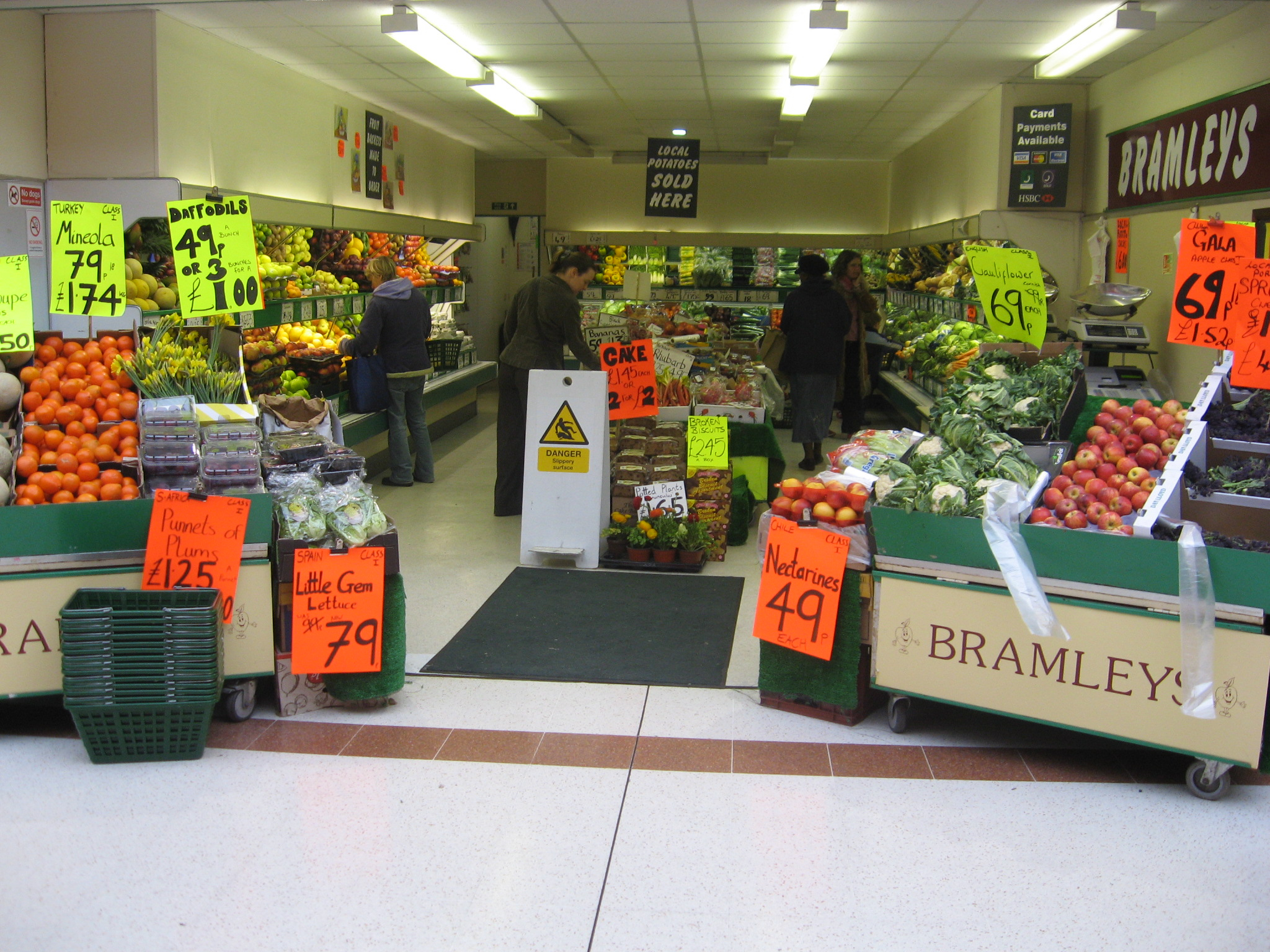
داخل متجر خضريٍّ في ستراود  غلوسترشير ، إنجلترا
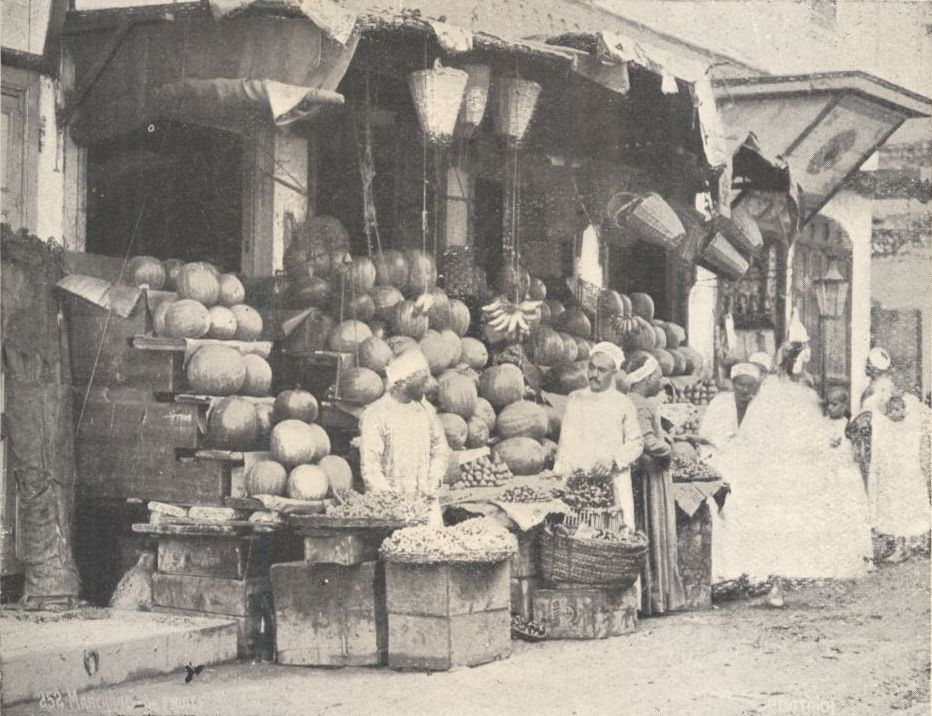
محل فاكهاني في مصر في موسم البطيخ سنة 1918م
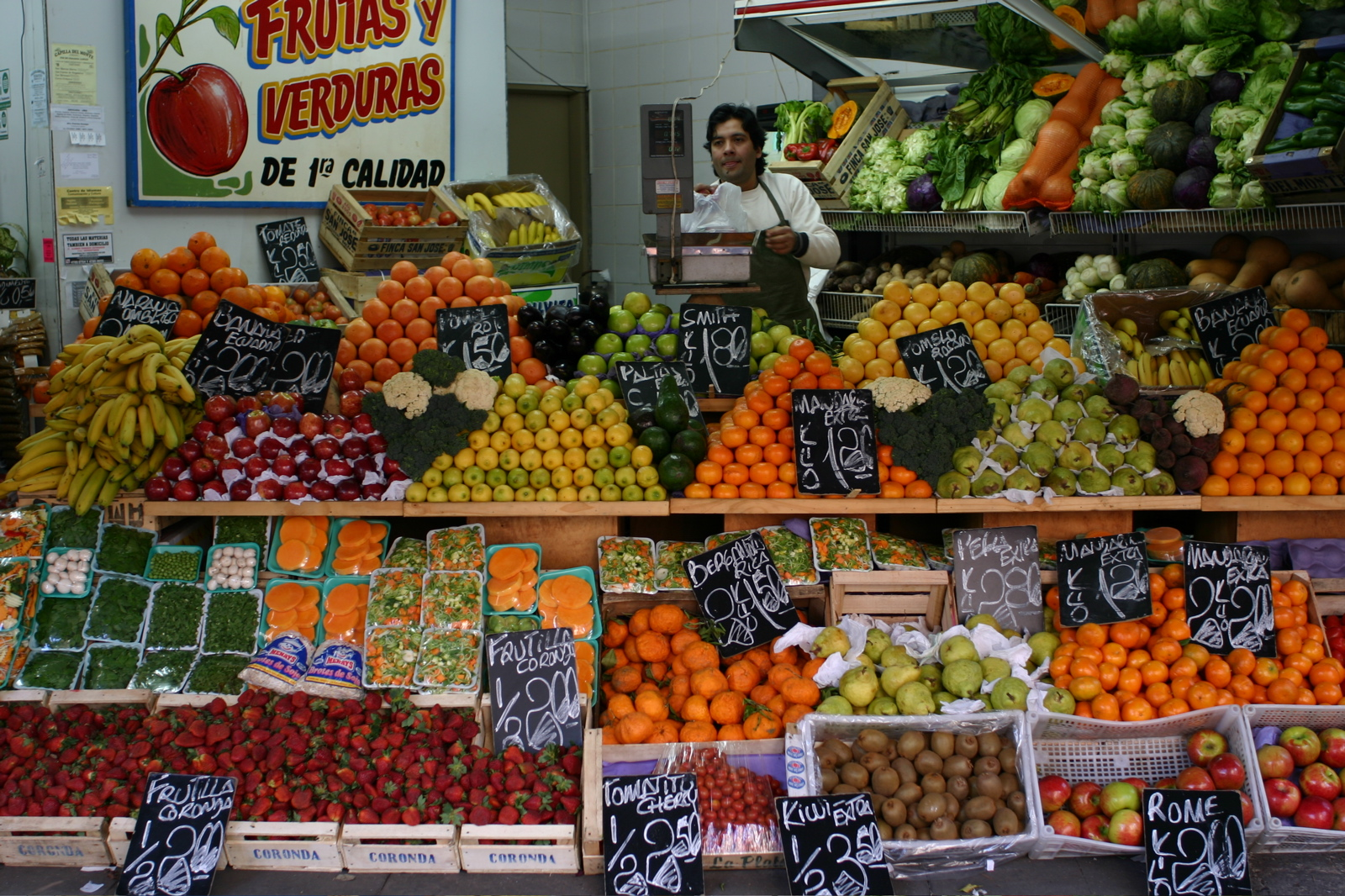
متجر خُضَريّ في بوينس آيرس
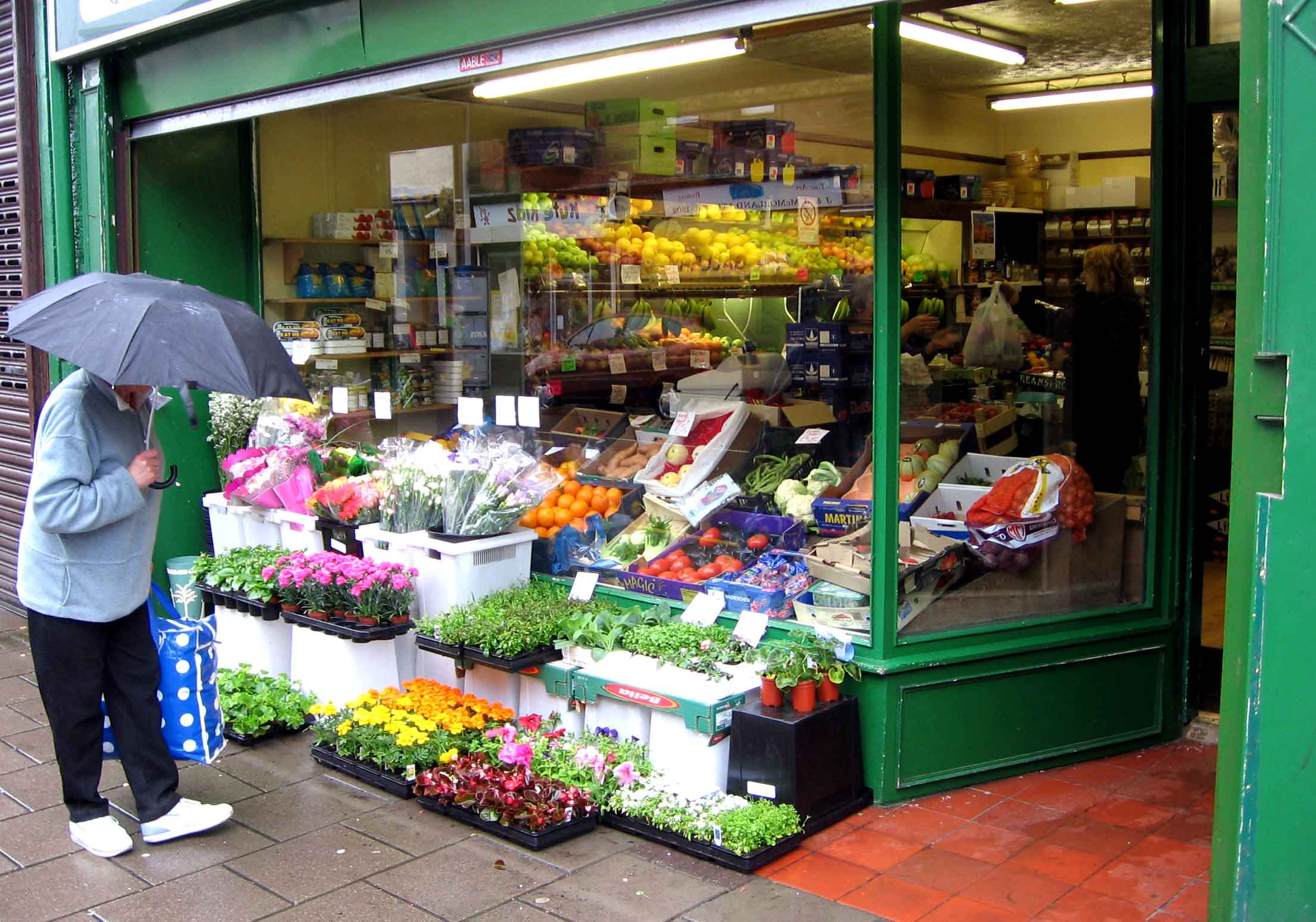
أمام محل بقالة خضري في جوروك في إسكتلندا